# Naturschutzgebiet Niersaltarm bei Weeze
Koordinaten: 51° 37′ 41″ N, 6° 12′ 38″ O
Das Naturschutzgebiet Niersaltarm bei Weeze liegt auf dem Gebiet der Gemeinde Weeze im Kreis Kleve in Nordrhein-Westfalen.
Das Gebiet erstreckt sich östlich des Kernortes Weeze entlang eines Altarmes der Niers, die westlich fließt und ein rechter Zufluss der Maas ist. Westlich des Gebietes verläuft die B 9, südöstlich erstreckt sich das 19,5 ha große Naturschutzgebiet Niersseitenarme und Niersmoräste bei Hüdderath.

## Bedeutung
Für Weeze ist seit 1986 ein rund 22,0 ha großes Gebiet unter der Kenn-Nummer KLE-025 als Naturschutzgebiet ausgewiesen.